# زنان در موسیقی سنتی ایرانی
نقش زنان در موسیقی سنتی ایران با وجود محدودیت های تاریخی، از دورهٔ باستان تا امروز تداوم داشته است. اسناد نشان میدهند زنان هم به عنوان نوازنده، هم خواننده، و هم آهنگساز در شکل گیری این هنر مؤثر بوده اند، هرچند به دلیل ساختارهای اجتماعی، بسیاری از آنان ناشناس مانده اند.

## پیشینهٔ تاریخی

### دورهٔ باستان (پیش از اسلام)
- دورهٔ ساسانی: بر پایهٔ متون تاریخی مانند کتاب «خسرو و غلام»، زنان اشراف در دربار ساسانی به نواختن سازهایی مانند چنگ و بربط میپرداختند.[۲]
- دورهٔ اشکانی: شواهد باستانشناسی از نقش برجسته های الیمایی نشان میدهد زنان در مراسم موسیقی آیینی حضور داشتند.[۳]

### دورهٔ اسلامی (سده های نخست تا صفویه)
- سدههای نخست اسلامی: با ورود اسلام، فعالیت زنان در موسیقی به فضای خصوصی محدود شد، اما در منابعی مانند «الأغانی» ابوالفرج اصفهانی از خوانندگان زن در دربار امویان یاد شده است.[۴]
- دورهٔ صفوی: سفرنامه نویسان اروپایی مانند شاردن گزارش میدهند زنان در محافل عرفانی به صورت غیررسمی به خواندن ذکرهای آهنگین میپرداختند.[۵]

### دورهٔ قاجار و پهلوی
- قاجار: زنان طبقات بالا (مانند تاج السلطنه) در مکتب خانه‌ها موسیقی می‌آموختند، اما اجرای عمومی برای آنان ممنوع بود. تنها زنان اقلیت های دینی (مانند ارامنه و یهودیان) در کافه های تهران و اصفهان اجازهٔ نوازندگی داشتند.[۶]
- پهلوی: با تأسیس رادیو ایران در ۱۳۱۹، خوانندگانی مانند قمرالملوک وزیری (اولین زنی که بدون حجاب در رادیو اجرا کرد) و پروین به شهرت رسیدند.[۷]

## چالشها و محدودیت ها
- ممنوعیت‌های شرعی: تا دورهٔ پهلوی، اجرای زنان در انظار عمومی با مخالفت روحانیون روبه‌رو بود.[۸]
- حذف از تاریخنگاری: بسیاری از نوازندگان زن (مانند تارنوازان قاجار) در منابع رسمی ثبت نشدند.[۱]

## زنان شاخص
| نام             | نقش            | دوره          | توضیحات                                           |
| --------------- | -------------- | ------------- | ------------------------------------------------- |
| قمرالملوک وزیری | خواننده        | پهلوی         | اولین زنی که در رادیو بدون حجاب اجرا کرد.         |
| پریسا           | خواننده        | جمهوری اسلامی | از معدود زنان مجاز به اجرای تکنوازی پس از انقلاب. |
| کتایون حسینی    | نوازندهٔ کمانچه | معاصر         | برندهٔ جایزهٔ بین‌المللی موسیقی جهانی.               |

## وضعیت معاصر
پس از انقلاب ۱۳۵۷، اجرای زنان به «صدا» محدود شد (مثلاً در تکنوازی های بدون تصویر). با این حال، هنرمندانی مانند هما نیکنام (آهنگساز) و نسا (خوانندهٔ موسیقی تلفیقی) در عرصهٔ بین‌المللی فعال هستند.